# 액시스 커뮤니케이션스

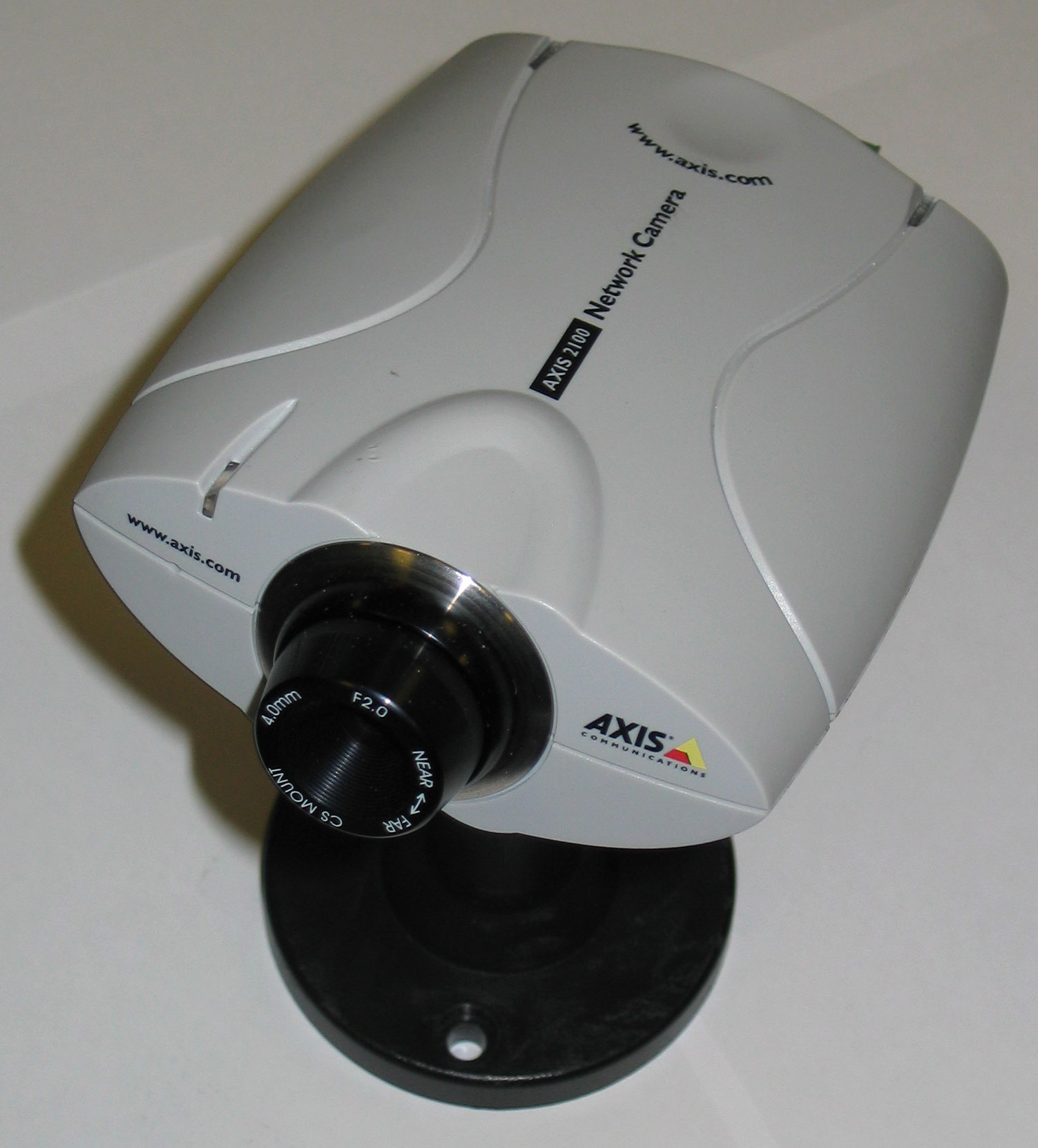
구형 AXIS 2100 네트워크 카메라

액시스 커뮤니케이션스 AB(Axis Communications AB)는 물리 보안과 영상 감시 산업용 네트워크 카메라를 제조하는 스웨덴의 제조사이다. 캐논의 자회사이다.

## 역사
액시스 커뮤니케이션스는 인쇄 서버를 판매하는 IT 기업으로 처음 시작하였다. 이후 보안 산업용 네트워크 카메라 개발을 위해 네트워크와 임베디드 컴퓨팅 지식을 접목시켰다. 제품 대부분은 일부 플래시 메모리가 들어간 임베디드 컴퓨터를 포함하고 있으며 커스텀 버전의 유닉스를 구동한다. 주된 기술적 돌파구는 장치의 플래시 메모리 수명을 연장시킨 JFFS의 개발이다.

## 논란
2020년 보고서 아웃 오브 컨트롤(Out of Control)에서 국제앰네스티는 감시 기술을 중국의 공공 안보 조직체들에 제공한 데 대해 액시스 커뮤니케이션을 비판하였다.

## 같이 보기
- 이미지 센서
- ONVIF
- 물리 보안